# Belotus bernardensis
Belotus bernardensis es una especie de coleóptero de la familia Cantharidae.

## Distribución geográfica
Habita en Argentina.